# Susanne Gläß

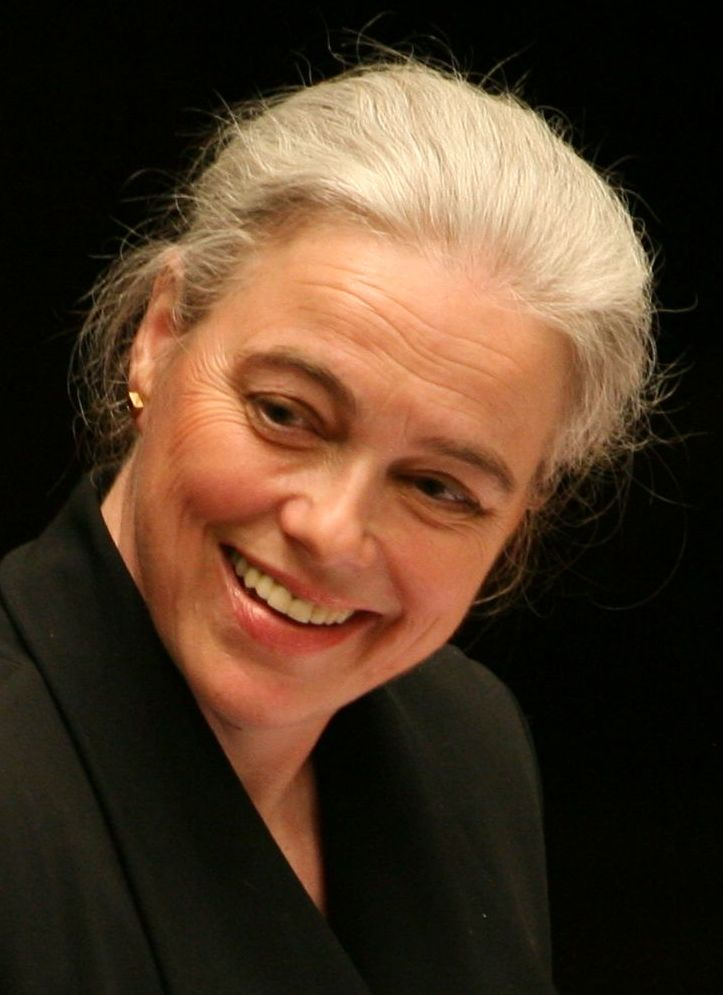
Susanne Gläß 2009

Susanne Gläß (* 1957 in Bremen) ist eine deutsche Dirigentin und Musikwissenschaftlerin. Sie wirkte von 1996 bis Oktober 2020 als Universitätsmusikdirektorin an der Universität Bremen.

## Biografie

### Studium
Gläß hat als Stipendiatin der Studienstiftung des deutschen Volkes in Hamburg und Bristol alte Sprachen (Althebräisch, Ugaritisch, Altgriechisch und Latein) studiert, dann evangelische Religion (Schwerpunkt Altes Testament bei Klaus Koch), außerdem Philosophie und Schulmusik (Dirigieren: Klaus Vetter/Chorleitung und Gisela Jahn/Orchesterleitung) und Violine (Stanley Weiner). 1984/85 hat sie die 1. Staatsprüfung für das Lehramt an Gymnasien in Musik und evangelischer Religion abgelegt sowie das Violin-Lehrdiplom erworben.

### Berufliche Stationen
Gläß hat als freie Musikerin gearbeitet, zuerst in Norddeutschland, dann in der Schweiz. Dort hat sie auch die ersten drei schweizerischen Frauenmusikwochen initiiert und organisiert. 1991 hat sie an der Universität Zürich bei Ernst Lichtenhahn in Musikwissenschaft über Die Rolle der Geige im Jazz promoviert. Nach drei Jahren in Portugal von 1992 bis 1995 war sie von 1996 bis 2020 Universitätsmusikdirektorin an der Universität Bremen. Von 2003 bis 2020 hat sie zusätzlich Orchesterleitung für das Lehramt Musik an der Hochschule für Künste Bremen unterrichtet. 2008 ist ihre Monografie zu Carl Orffs Carmina Burana im Bärenreiter Verlag Kassel erschienen. 2016 hat sie das musikalische Konzept für das Mitsingfest Bremen so frei entwickelt und es in den Jahren 2017, 2018 und 2019 auf dem Bremer Marktplatz realisiert.

### Universitätsmusikdirektorin
Gläß hat als Universitätsmusikdirektorin das sinfonisch besetzte Orchester der Universität Bremen und den von ihr 2003 gegründeten großen Chor der Universität Bremen geleitet. Ein besonderer Schwerpunkt ihrer Arbeit war es dabei, die musikalische Praxis mit der universitären Wissenschaft zu verbinden. Dazu hat sie musik- und kulturwissenschaftliche Seminare angeboten und mit ihnen Programmhefte und Einführungsvorträge zu den Konzerten der Universitätsmusik gestaltet. Darüber hinaus begründete Gläß im Jahr 2006 eine Kooperation zwischen der Universitätsmusik und den Bremer Philharmonikern. Sie hat mit ihren Ensembles Konzertreisen nach Apulien, Danzig, Straßburg, Namibia, in die Türkei, in die Ukraine, nach China und nach England unternommen. Mit dem Chor hat sie 2010 eine CD unter dem Titel „Sing along with friends“ mit internationalen Liedern produziert. In den Jahren 2015 und 2016 veranstaltete sie „Singen verbindet“, ein wöchentliches Singen mit Geflüchteten aus dem Erstaufnahmelager in unmittelbarer Nachbarschaft zur Universität. Außerdem baute sie seit dem Jahr 2000 eine Konzertreihe mit fast 30 Konzerten pro Jahr zuerst im Bibliothekssaal und dann im Theatersaal der Universität Bremen auf.
Die Schwerpunkte der künstlerischen Projekte von Gläß als Dirigentin von Orchester & Chor der Universität Bremen liegen in der Musik der 1920er und 1930er Jahre und in der aktuellen Musik. Darin enthalten sind zahlreiche Erst- und Uraufführungen, internationale Musik sowie Musik mit einer Beziehung zu Bremen. Ihr chorsinfonisches Repertoire beginnt mit Werken des 19. Jahrhunderts: dem Deutschen Requiem von Johannes Brahms, dem Te Deum von Anton Bruckner, Samuel Coleridge-Taylors The Song of Hiawatha und Max Bruchs Odysseus. Die Musik der 1920er und 1930er Jahre wird repräsentiert durch Karol Szymanowskis Stabat Mater, Mischa Spolianskys Kabarettoper Rufen Sie Herrn Plim, Carl Orffs Carmina Burana, Kurt Weills Der Weg der Verheißung und Michael Tippetts A Child of Our Time. Gläß’ Repertoire an aktueller Musik umfasst Paul McCartneys Liverpool Oratorio, das Queenklassical der Band MerQury, die deutsche Erstaufführung von Philip Glass’ Itaipu und von Johnny Parrys An Anthology of All Things, außerdem die europäischen Premieren von Richard Einhorns The Origin, von Arturo Márquez’ Sueños und von Not the Messiah. He’s a very naughty boy! A comic oratorio inspired by Monty Python’s Life of Brian, komponiert von Eric Idle und John Du Prez.

### Privates
Susanne Gläß und Evelyne Gläß, geb. Heiz, waren im August 2001 das erste gleichgeschlechtliche Paar in Bremen, das eine Lebenspartnerschaft im Standesamt eintragen ließ.

## Auszeichnung
2020 erhielt sie den Berninghausen-Preis für hervorragende Lehre.

## Veröffentlichungen
- Die Rolle der Geige im Jazz. (= Europäische Hochschulschriften : Reihe 36, Musikwissenschaft 69). Peter Lang, Bern 1992, ISBN 3-261-04407-1 (zugleich Diss. Phil. Univ. Zürich 1991).
- Die Rolle der Geige im Sinti-Jazz. In: Anita Awosusi (Hrsg.): Die Musik der Sinti und Roma. Band 2: Der Sinti-Jazz. Schriftenreihe des Dokumentations- und Kulturzentrums Deutscher Sinti und Roma, Heidelberg 1997, ISBN 3-929446-09-X, S. 66–83.
- Grappelli, Stéphane. In: Ludwig Finscher (Hrsg.): Die Musik in Geschichte und Gegenwart. Zweite Ausgabe, Personenteil, Band 7 (Franco – Gretry). Bärenreiter/Metzler, Kassel u. a. 2002, ISBN 3-7618-1117-9 (Online-Ausgabe, für Vollzugriff Abonnement erforderlich).
- Carl Orff – Carmina Burana (= Bärenreiter Werkeinführungen). Bärenreiter, Kassel 2008, ISBN 978-3-7618-1732-2.
- Musik als Mittel interkultureller Kommunikation: Gemeinsam singen mit befreundeten Chören. In: Impulse aus der Forschung. Das Autorenmagazin der Universität Bremen, Universität Bremen, Nr. 1/2012, ISSN 0179-9495, S. 6–9.